# 普洛米永
普洛米永（法語：Plomion，法語發音：[plɔmjɔ̃]）是法国上法蘭西大區埃纳省的一个市镇，属于韦尔万区。

## 地理
普洛米永（49°48'30"N, 4°1'5"E）面积16.39 平方千米，位于法国上法蘭西大區埃纳省，该省份为法国北部内陆省份，北起北部省，西接索姆省和瓦兹省，东临阿登省和马恩省，西南至塞纳-马恩省，东北部与比利时接壤。
与普洛米永接壤的市镇（或旧市镇、城区）包括：邦西尼、阿尔西尼、让特、朗杜济拉库尔、朗杜济拉维尔、楠塞勒拉库尔。
普洛米永的时区为UTC+01:00、UTC+02:00（夏令时）。

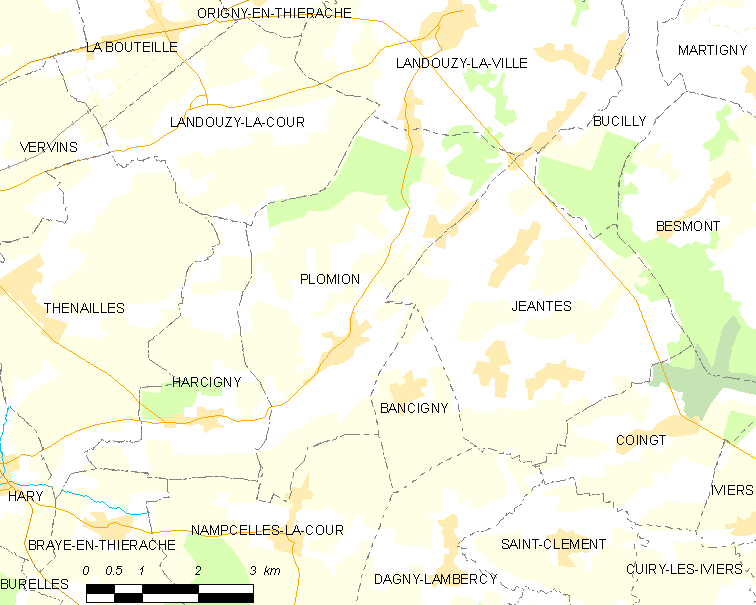
普洛米永的OSM定位图

## 行政
普洛米永的邮政编码为02140，INSEE市镇编码为02608。

## 政治
普洛米永所属的省级选区为韦尔万县。

## 人口

1962-2008年间普洛米永人口变化图示

普洛米永于2022年1月1日时的人口数量为454人。